# Naminga
Naminga (Russisch: Наминга; Evenks voor "omhoog en omlaag gaan") is een voormalige plaats in het centrale deel van het district Kalar in het noorden van de Russische kraj Transbaikal.

## Geografie
De plaats lag op een ontoegankelijke plek hoog in de bergen in het dal van de bovenloop van het gelijknamige in de zomer droogvallende bergriviertje Naminga (zijrivier Kemen, stroomgebied Tsjara) in het noorden van de bergketen Oedokan en op 56 kilometer ten zuid-zuidwesten van het toenmalige bestuurlijk centrum Tsjara. Een winterweg verbond de plaats met de zuidelijker gelegen stad Mogotsja.

## Geschiedenis
Naminga ontstond in 1951 als geologennederzetting na de vondst van koper (zie Oedokanmijn). Tussen 1952 en 1966 vond een geologische expeditie plaats vanuit Naminga, Kalakan en Katoegino naar de haalbaarheid van een kopermijn, waarbij gemiddeld 2500 mensen betrokken waren. Vermoedelijk waren hierbij ook Goelagdwangarbeiders betrokken.
De plaats lag ver van de bewoonde wereld en alles moest per vrachtwagen, vliegtuig of helikopter worden aangevoerd. De arbeiders groeven met de hand kilometerslange mijngangen (tot 4,5 kilometer) vanaf de zijkant de berg in om het erts te kunnen onderzoeken. Met een smalspoorlijn werden erts en gesteente naar buiten afgevoerd. De omstandigheden waren zwaar door onder andere permafrost, sneeuwval en lawinegevaar. Toen in 1954 bleek dat het erts veelbelovend leek, werd de plaats verder ontwikkeld. Pas vanaf 1958 begon men machines in te zetten voor het graven van de mijngangen.
In 1960 kreeg het de status van arbeidersnederzetting en werd er een school, club (voor ontspanning), ziekenhuis, postkantoor, een aantal winkels en een stolovaja (overheidskantine) geopend.
Het gehalte van het kopererts bleek echter onvoldoende voor rendabele ontginning. In 1965 werd in het diepste geheim besloten tot eenvreedzame kernexplosie in mijn nummer 5 om de mijnbouw in een keer open te gooien. De explosieven met kernkoppen werden vanaf Mogotsja naar Naminga vervoerd en kwamen na oponthoud door overstromingen van de rivier de Tsjara uiteindelijk eind dat jaar aan. Naminga en een nabijgelegen Evenkendorp werden ontruimd, maar Tsjara en omgeving zelf niet uit angst dat de explosie tot paniek zou kunnen leiden. Begin 1966 werd de explosie uiteindelijk kort voor de uitvoering van hogerhand tegengehouden, wat vermoedelijk een grote milieuramp voorkomen heeft.
In 1976 werd er een onderzoekstation voor lawines opgezet. De onderzoeken naar het kopererts gingen ondertussen door tot eind jaren 1980. Bij de volkstelling van 1989 woonden er nog 381 mensen. Met het uiteenvallen van de Sovjet-Unie trok echter iedereen weg, zodat er bij de volkstelling van 2002 nog maar 1 persoon woonde. In 2005 werd de plaats daarom opgeheven.